# Puccinia arundinellae-setosae
Puccinia arundinellae-setosae ist eine Ständerpilzart aus der Ordnung der Rostpilze (Pucciniales). Der Pilz ist ein Endoparasit von  Arundinella setosa. Symptome des Befalls durch die Art sind Rostflecken und Pusteln auf den Blattoberflächen der Wirtspflanzen. Sie ist in China endemisch.

## Merkmale

### Makroskopische Merkmale
Puccinia arundinellae-setosae ist mit bloßem Auge nur anhand der auf der Oberfläche des Wirtes hervortretenden Sporenlager zu erkennen. Sie wachsen in Nestern, die als gelbliche bis braune Flecken und Pusteln auf den Blattoberflächen erscheinen.

### Mikroskopische Merkmale
Das Myzel von Puccinia arundinellae-setosae wächst wie bei allen Puccinia-Arten interzellulär und bildet Saugfäden, die in das Speichergewebe des Wirtes wachsen. Aecien der Art sind bislang nicht bekannt. Die zimtbraunen Uredien wachsen beidseitig auf den Blättern des Wirtes. Ihre ebenfalls zimtbraunen Uredosporen sind meist eiförmig bis annähernd kugelig, 21–30 × 18–21 µm groß und fein stachelwarzig. Die Telien der Art sind schwarzbraun, früh offenliegend und kompakt. Die haselnussbraunen Teliosporen sind zweizellig, in der Regel ellipsoid bis länglich eiförmig und 30–43 × 16–21 µm groß; ihre Stiele sind braun und bis zu 20 µm lang.

## Verbreitung
Das bekannte Verbreitungsgebiet von Puccinia arundinellae-setosae beschränkt sich auf das chinesische Kunming.

## Ökologie
Die Wirtspflanze von Puccinia arundinellae-setosae ist Arundinella setosa. Der Pilz ernährt sich von den im Speichergewebe der Pflanzen vorhandenen Nährstoffen, seine Sporenlager brechen später durch die Blattoberfläche und setzen Sporen frei. Die Art verfügt anscheinend über einen Entwicklungszyklus mit Telien und Uredien, der ohne Wirtswechsel auskommt; Spermogonien und Aecien fehlen offenbar.